# II edició dels Premis Ariel
La II edició dels Premis Ariel, organitzada per l'Acadèmia Mexicana d'Arts i Ciències Cinematogràfiques (AMACC), es va celebrar el 18 de maig de 1947 al Centro nocturno El Patio a les 12.30 del migdia, per celebrar el millor del cinema durant 1946 i 1947. Andrés Soler, president de l'Acadèmia, va ser l'amfitrió de l'esdeveniment.

## Premis i nominacions[1]
Nota:
Els guanyadors estan llistats primer i destacats en negreta.⭐
| Millor pel·lícula - Enamorada - Panamerican Films⭐ - Campeón sin corona -Raúl de Anda - La otra - Producciones Mercurio                                     | Millor direcció - Emilio Fernández - Enamorada⭐ - Julio Bracho - Cantaclaro - Roberto Gavaldón - La otra                        |
| Millor actor - - David Silva - Campeón sin corona⭐ - Antonio Badú - Cantaclaro - Pedro Armendáriz - Enamorada                                               | Millor actriu - María Félix - Enamorada⭐ - Dolores del Río - La otra - Rosita Díaz Gimeno - Pepita Jiménez                      |
| Millor coactuació masculina - Fernando Soto - Campeón sin corona⭐ - Víctor Junco - La otra - Fortunio Bonanova - Pepita Jiménez                             | Millor coactuació femenina - Lilia Michel - Vértigo⭐ - Marga López - Mamá Inés - Pituka de Foronda - Sinfonía de una vida       |
| Millor argument original - Campeón sin corona - Alejandro Galindo⭐ - Enamorada - Emilio Fernández i Iñigo de Martino - Rayando el sol - Pascual García Peña | Millor guió adaptat - La otra - José Revueltas⭐ - Cantaclaro - Julio Bracho - El socio - Tito Davison                           |
| Millor fotografia - Enamorada - Gabriel Figueroa⭐ - La otra - Alex Phillips - Rayando el sol - Ignacio Torres                                               | Millor edició - Enamorada - Gloria Schoemann⭐ - Campeón sin corona - Carlos Savage                                              |
| Millor escenografia - La mujer de todos - Jesús Bracho⭐ - Su última aventura - Gunther Gerzso - Vértigo - Jorge Fernández                                   | Millor vestuari - Pepita - Salvador Bartolozzi⭐ - La mujer de todos - Armando Valdés Peza - Vértigo - Armando Valdés Peza       |
| Millor música de fons - Cantaclaro - Manuel Esperón⭐ - La otra - Raúl Lavista                                                                               | Millor so DESERTA |
| Millores efectes especials - Vértigo - Edward Fitzgerald | Millor actor de repartiment - Francisco Fuentes - Cantaclaro - José Morcillo - Pepita Jiménez - Manuel Noriegal - Pepita Jiménez |
| Millor actriu de repartiment - Fanny Schiller - Cantaclaro - Consuelo Guerrero de Luna - Su última aventura - Emma Roldán - Vértigo                          | |

## Premis i nominacions múltiples
| Pel·lícula         | Nominacions | Premis |
| ------------------ | ----------- | ------ |
| Enamorada          | 8           | 5      |
| La otra            | 7           | 1      |
| Cantaclaro         | 6           | 3      |
| Campeón sin corona | 5           | 3      |
| Pepita Jiménez     | 5           | 1      |
| Vértigo            | 5           | 2      |
| La mujer de todos  | 2           | 1      |
| Rayando el sol     | 2           | 0      |
| Su última aventura | 2           | 0      |